# Ruben Studdard

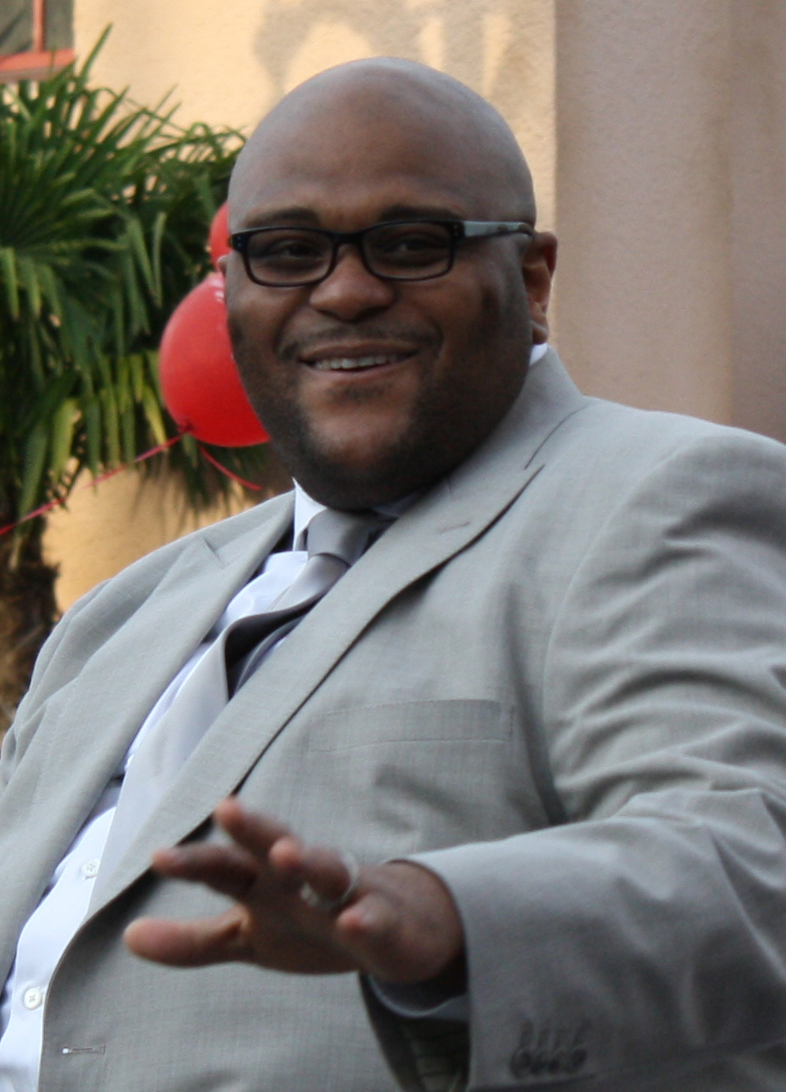
Ruben Studdard (2009)

Christopher Ruben Studdard (* 12. September 1978 in Frankfurt am Main) ist ein US-amerikanischer R&B-Sänger, der 2003 aus der zweiten Staffel der Serie American Idol als Gewinner hervorgegangen ist.

## Karriere
Mit Flying Without Wings hatte er einen Nummer-Zwei-Hit in den USA und wurde mit Gold ausgezeichnet. Sein Debütalbum Soulful, das Platz 1 der Albumcharts eroberte, erhielt sogar Platin. Auch seine zweite Single Sorry 2004 kam in die Top 10 der Billboard Charts. 2005 erschien seine CD „I Need An Angel“.
Von März bis Mai 2024 nahm Studdard zusammen mit seinem ehemaligen American Idol-Konkurrenten Clay Aiken als Beets an der elften Staffel der US-amerikanischen Version von The Masked Singer teil, in der sie den fünften Platz erreichten.

## Diskografie

### Studioalben
| Jahr | Titel                   | Höchstplatzierung, Gesamtwochen, AuszeichnungChartsChartplatzierungen (Jahr, Titel, Platzierungen, Wochen, Auszeichnungen, Anmerkungen) | Anmerkungen                             |
| Jahr | Titel                   | US | Anmerkungen                             |
| ---- | ----------------------- | --- | --------------------------------------- |
| 2003 | Soulful                 | US1 Platin · (27 Wo.)US | Erstveröffentlichung: 9. Dezember 2003  |
| 2004 | I Need an Angel         | US20 Gold · (16 Wo.)US | Erstveröffentlichung: 23. November 2004 |
| 2006 | The Return              | US8 (9 Wo.)US | Erstveröffentlichung: 17. Oktober 2006  |
| 2009 | Love Is                 | US36 (4 Wo.)US | Erstveröffentlichung: 19. Mai 2009      |
| 2012 | Letters from Birmingham | US73 (2 Wo.)US | Erstveröffentlichung: 13. März 2012     |
| 2014 | Unconditional Love      | US46 (4 Wo.)US | Erstveröffentlichung: 4. Februar 2014   |

### Kompilationen
| Jahr | Titel                      | Anmerkungen                           |
| ---- | -------------------------- | ------------------------------------- |
| 2010 | Playlist: The Very Best of | Erstveröffentlichung: 26. Januar 2010 |

### Singles
| Jahr | Titel Album          | Höchstplatzierung, Gesamtwochen, AuszeichnungChartsChartplatzierungen (Jahr, Titel, Album, Platzierungen, Wochen, Auszeichnungen, Anmerkungen) | Anmerkungen                             |
| Jahr | Titel Album          | US | Anmerkungen                             |
| ---- | -------------------- | --- | --------------------------------------- |
| 2003 | Flying Without Wings | US2 Gold · (10 Wo.)US | Erstveröffentlichung: 10. Juni 2003     |
| 2003 | Sorry 2004 Soulful   | US9 (20 Wo.)US | Erstveröffentlichung: 12. Dezember 2003 |
| 2006 | Change Me The Return | US94 (1 Wo.)US | Erstveröffentlichung: 31. Juli 2006     |